# アルモル (小惑星)
アルモル (774 Armor) は小惑星帯の小惑星である。パリでシャルル・ル・モルヴァンが発見した。
フランスの北西部を表すケルト語Armoricaに因んで命名された。